# 흰뺨오리
흰뺨오리(common goldeneye 또는 Bucephala clangula)는 황금색깔눈을 가진 Bucephala 속의 중간 크기의 잠수성 오리이다. 가장 가까운 친척은 비슷한 북방흰뺨오리(Barrow's goldeneye 또는 Bucephala islandica)이다. 속 이름은 고대 그리스어 boukephalos( 황소(bull)- bous 및 머리(head)-kephale)에서 유래한 것으로 총칭은 머리의 구근 모양을 의미한다. 종의 이름은 라틴어 clangere ("소리를 내다" -'to resound')에서 유래했다.

## 잠수
잠수성오리류(diving ducks,潛水性 오리類)는 물 속에 잠수하여 먹이를 구하는 오리류로 몸은 수면성 오리류(Dabbler ducks)에 비하여 짧은 편이고, 다리는 몸의 뒤쪽 부근에 있어 수면성 오리류에 비해 잘 걷지 못한다. 땅위에서는 몸을 비교적 직립하며, 물위에서는 수면성에 비해 몸을 깊게 잠그고 꼬리 부분은 밑으로 향하고 있다. 날개는 수면성보다 작고 날개짓 속도가 빠르며 날 때에는 수면을 달리며난다. 주로 물에 잠수해서 물 속의 동물을 잡아 먹는데 수초나 물풀을 먹을 때도 있다. 잠수성 오리류는 이용하는 먹이 자원의 종류에 따라서 다시 만(灣) 오리 류(bay ducks),바다오리 류(sea ducks), 비오리 류(mergansers)로 나누는데, 바다에 사는 물고기류를 먹고 사는 오리류를 바다오리 (sea duck)이라 하고, 파도가 잔잔한 내만과 호수에 살며 수서동물이나 물 속의 수초를 채식하는 오리류를 만(灣) 오리(bay duck)라 하며 여기에 흰죽지류가 포함된다. 주로 강에서 물고기를 채식하는 오리류를 비오리류(mergansers)라 한다.

## 같이 보기
- 흰뺨검둥오리
- 비오리